# 粒坐天照神社

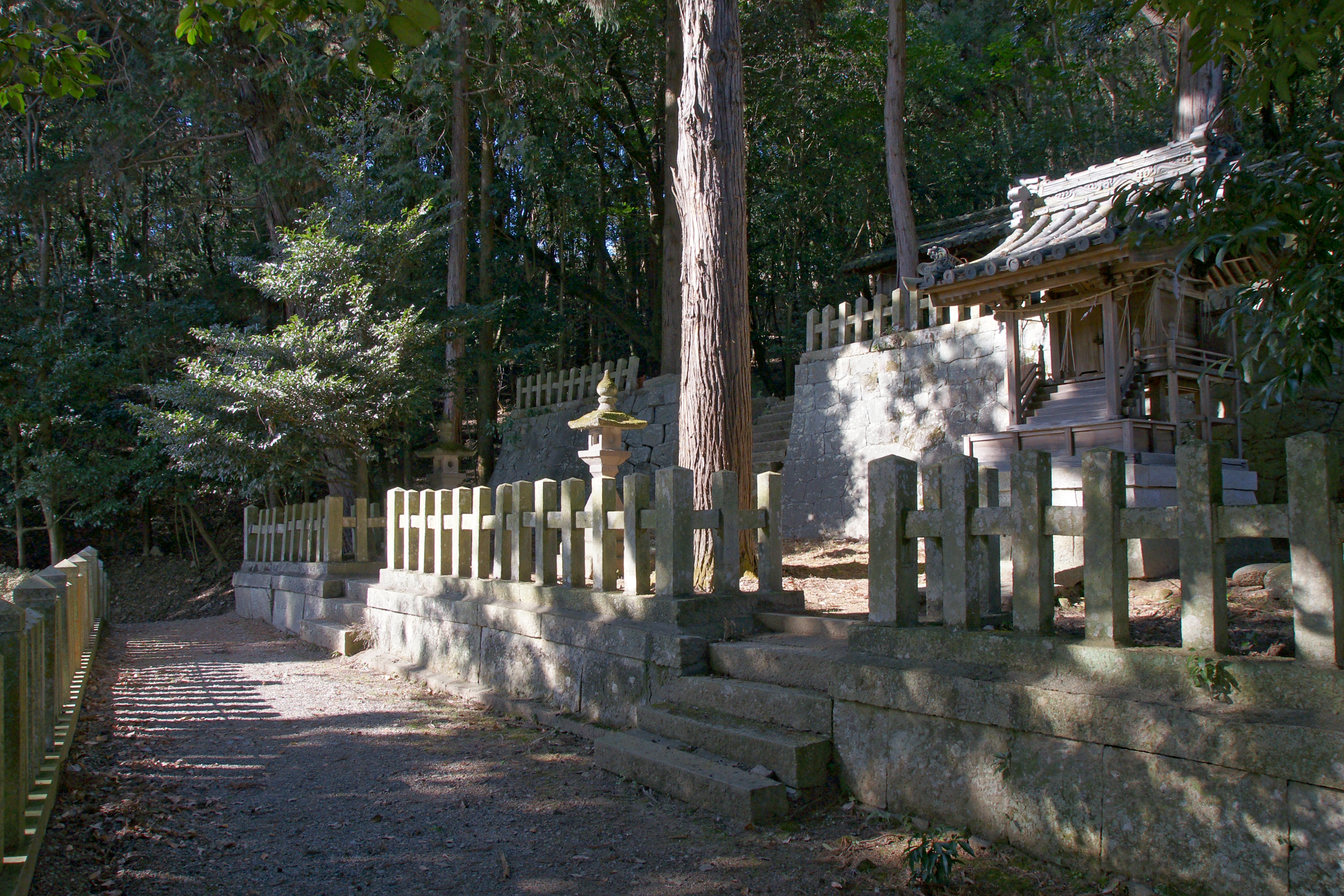
境内

粒坐天照神社（いいぼにますあまてらすじんじゃ）は兵庫県たつの市の日山（白鷺山）に鎮座する神社。式内社 (名神大社) で、近代社格制度では旧県社に列した。伊和神社、海神社と合わせて「播磨三大社」と総称される。現在、鎮座する天神山が「龍が坐った形に似ている」ことからついた旧称の龍座神社として地域で広く親しまれている。

## 祭神
天照国照彦火明神を祀り、杉を神木とする。

## 由緒
日山（白鷺山）山頂にて推古天皇2年（594年）の創祀と伝わる古社で、現在は中腹から山麓にかけてが社地となっている。社名の「粒（いいぼ）」は「揖保（いぼ）」の地名の語源とされる。粒坐天照神社は平安時代は『延喜式神名帳』で名神大社とされていた。
明治維新後に旧龍野藩礼儀指南役・関口久宣が、国家神道のもと龍野府（龍野県）の鎮守とするために、旧主で知藩事の脇坂安斐の命によって神官に就き再興する。元兵庫県立姫路工業大学長で振動工学の権威であった関口久美は維新後新社家の四代目当主で兼任神官。現在もその子孫・縁家によって連綿と存続されている。
明治7年（1874年）郷社に列し、同15年に県社に昇格した。
氏子はたつの市龍野町のうちの揖保川右岸部（日山・龍野旧城下町一帯・北龍野）と同左岸部のうちの大道・富永・日飼・四箇、揖西町小神、揖保川町半田の3,300世帯。

### 年表
- 式内社・粒坐天照神社

推古天皇2年（594年）的場山の山頂附近に勧請する
嘉祥4年（851年）従五位下
貞観元年（859年）従四位下
養和元年（1181年）に射楯兵主神社に播磨国16郡174座の大小明神社を合祀し、播磨国総社・府中社とした際に粒坐天照神社はこれに合祀されておらず、この時点で社殿消失、祭祀が中断されていたものとされる
- 日山神社

前史不詳
応永の乱で罹災
嘉吉元年（1441年）嘉吉の乱の兵火に罹災する
その後小神に遷座し、山中の旧社地に祠を建て天祇神社(現在の境外社・天津津祀神社)と称す
文明3年（1471年）赤松則重が現社地である樋山（現・日山）に遷座する
文明5年（1473年）焼失したため、小神の旧社地へ遷座して樋山の社地に菅原神社を勧請する
その後約100年の間、別当寺である樋山山下の大日山普光寺に仮偶する
天正9年（1581年）蜂須賀正勝が鶏籠山城の南西の裏鬼門の鎮守とするため、樋山の社地に龍座神社として再建し、小神の旧社地に祠を建て古宮神社（現在の境外社））とする
天正13年（1585年）福島正則が社殿造営し、熊野権現・品陀和気命・天津児屋根命を祀り、龍座大神を境内末社に遷して、神仏習合により樋山三社大権現と改称
天正15年（1587年）福島正則が転封に際して熊野権現を新任地へ遷座し、本殿正面に天照大神を祀る
慶長9年（1604年）炎上焼失する
慶長17年（1602年）社殿社記等悉く焼失する
寛永3年（1626年）造営
明治2年（1869年）国家神道のもと龍野府（龍野県）の鎮守とするため、知藩事・脇坂安斐の命により、旧龍野藩礼儀指南役・関口久宣が神官に就任して再興し、以後、維新後新社家の関口氏及びその縁家により連綿と存続する
明治7年（1874年）郷社
明治7年（1874年）本殿に龍座大神を遷し日山神社と改称する
明治12年（1879年）日山神社を旧式内名神大社の粒坐天照神社と改称する
明治15年（1882年）県社
明治44年（1911年）神饌幣帛料供進社指定
昭和20年（1945年） 本社殿焼失する

## 縁起
人皇第32代崇峻天皇・第33代推古天皇の御代、播磨国現在のたつの市に伊福部連駁田彦という長者があり、人格者で近くの住民に篤く信頼されていた。この彦の邸の裏によく茂った社があって、推古天皇2年正月1日にこの社の上に異様に輝くものが現われた。彦がこれを見つめていると忽然として容貌端麗な童子の姿となって曰く、
「我は天照国照彦火明命の使である。天火明命の幸御魂はこの地に鎮まり、この土地と人々を守り給うて既に千年を超ゆ。今汝の正直、誠実なるに感じ給い天降りまして神勅を授けようとされている。神勅を奉戴し新しい神社を造営して奉祀せよ。
すなわち、今ここに種稲を授け給う。これを耕作すれば汝の田のみならずこの里全体に豊かに稔り、この土地は永く栄えてゆくであろう。」
と。
ここで使者の童児はまた忽にして昇天して去り、あとに種稲が残されていた。駁田彦がこの神勅を尊み奉戴することを誓うと彦の田のみならず近くに一夜にして千頂もの水田ができた。駁田彦が中心となって神社を建立奉斉し、またこの水田に授かった種稲を耕作すれば大豊作となり一粒万倍したという。以後この土地は米粒を意味するイイボ（粒）の郡と呼ばれ播磨の穀倉地帯となった。駁田彦を始め入々は嬉び感謝し、この神社を粒坐天照神社と称して氏神と崇め今日に到っている。

## 祭祀
- 輪抜け祭（蘇民将来の伝） - 7月14日と15日
- 例祭 - 10月体育の日の前日日曜日

## 境内
- 本殿
- 拝殿
- 絵馬殿
- 神門

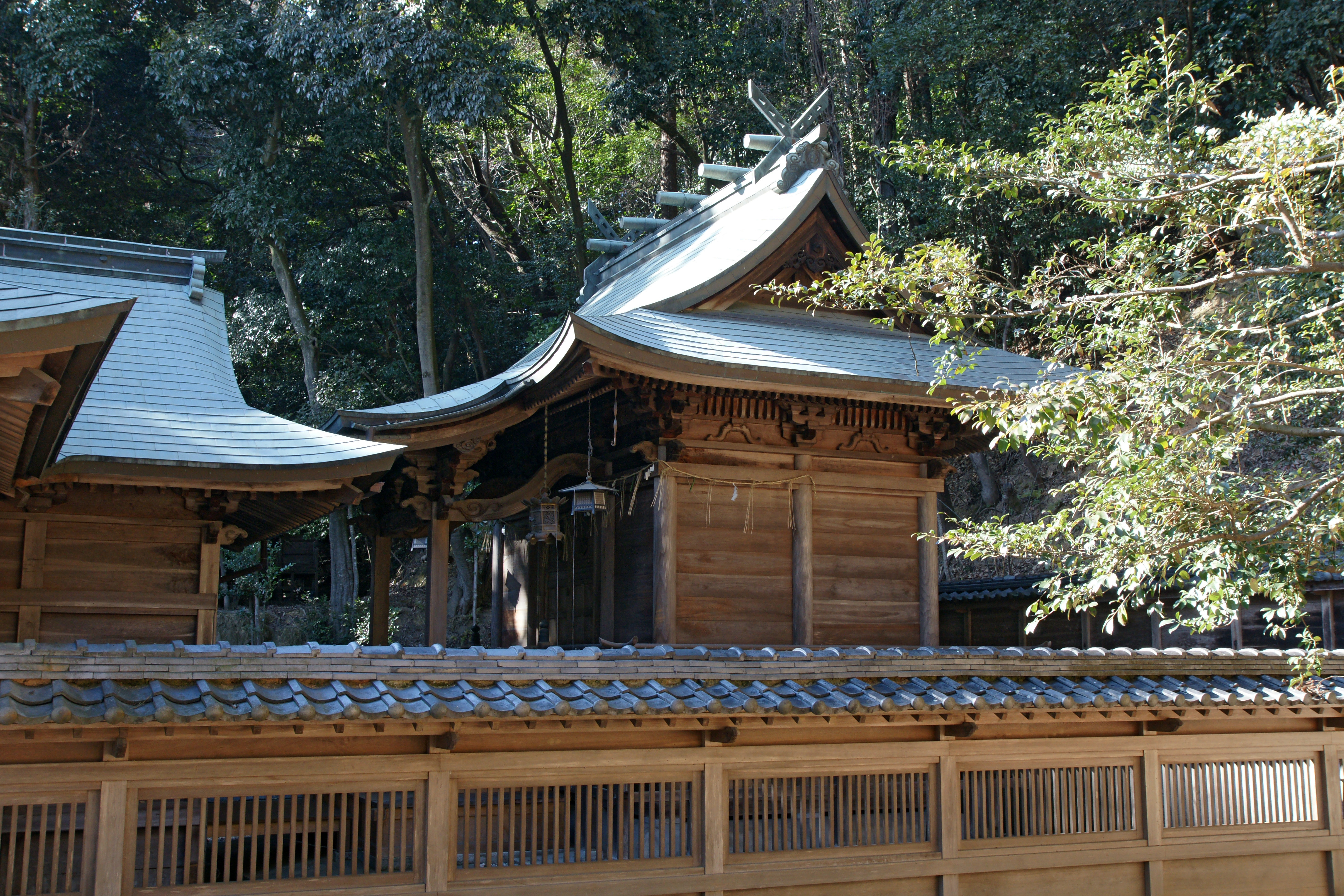
本殿

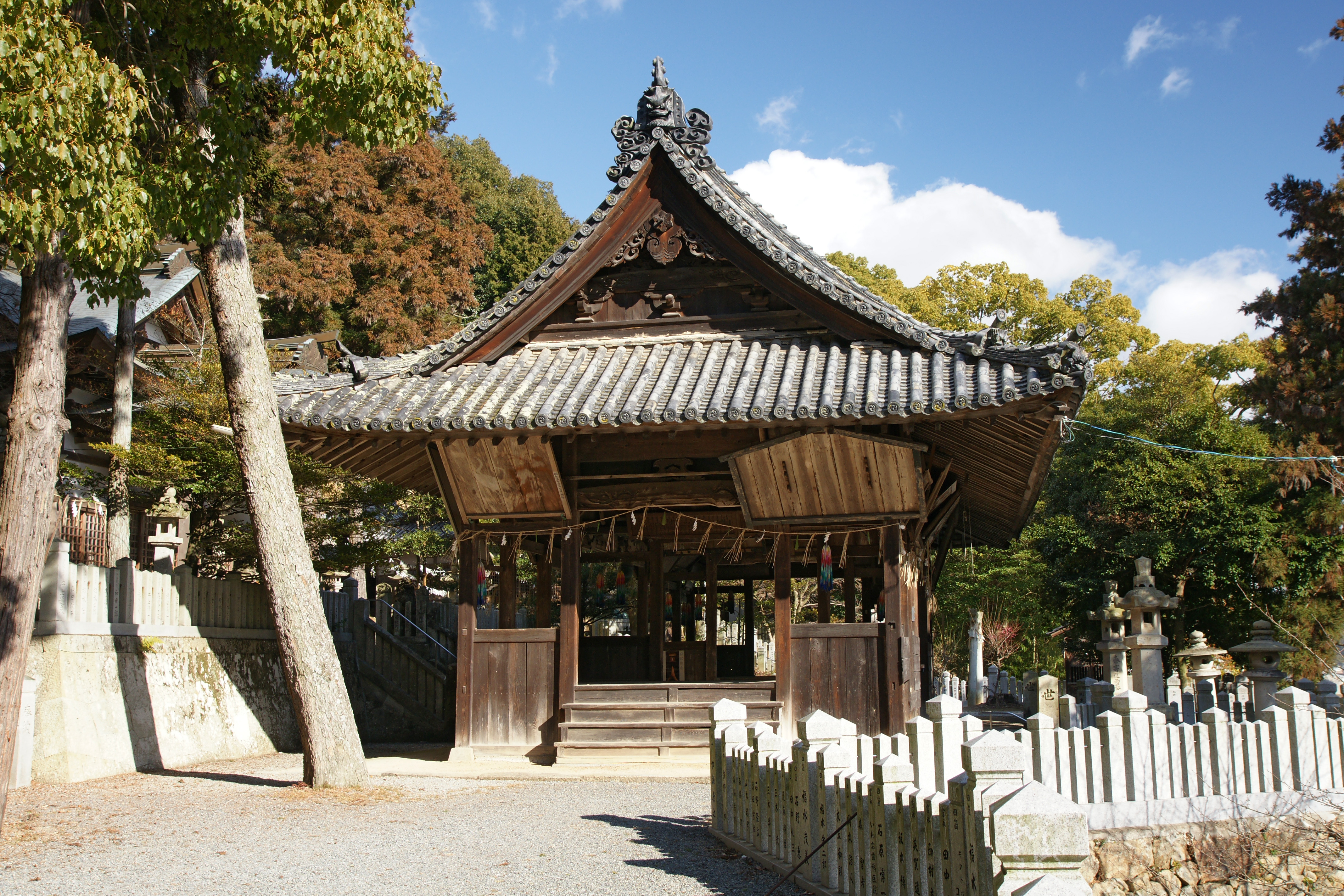
絵馬殿

- 奥宮 - 天津津祀神社、祭神は天照国照天彦火明命
- 中宮 - 古宮神社、祭神は天照国照天彦火明命
- 境内摂社
  - 菅原神社 - 文明年間に赤松則重が勧請
  - 天照神社 - 本殿より遷座した品陀和気命・天津児屋根命・天照大神が祭神
  - 瑜伽神社 - 文政年間に龍野町の町人・富井半兵衛が勧請
  - 稲荷神社 - 龍野町の町人・横山與兵衛が勧請
  - 厳島神社 - 龍野藩士・南木元泰が勧請
- 境外摂社
  - 天津津祀神社 - 的場山中腹にある磐座

- 関口久宣歌碑 - 明治25年（1892年）に神域を拡張したときに製作
- 松尾芭蕉句碑 - 貞享5年（1688年）伊勢神宮に参拝したとき詠んだ句
- 神力稲紀功之碑[6]

## 交通
- JR姫新線 本竜野駅から徒歩25分

## 周辺
- 西宮山古墳
- 白鷺山公園
- 龍野高校
- ヒガシマル醤油第二工場